# Мейер, Джон
Джон Клейтон Мейер англ. John Clayton Mayer; 16 октября 1977, Бриджпорт, Коннектикут) — американский автор песен и певец, гитарист, музыкальный продюсер, обладатель семи премий «Грэмми».

## Семья
Джон Клейтон Мейер родился в семье Маргарет и Ричарда Мейер 16 октября 1977 года в Бриджпорте (штат Коннектикут). Он — средний ребёнок среди двух своих братьев, Бена и Карла. Его мать, Маргарет, преподавала английский язык, отец, Ричард, был директором школы. По отцовской линии Мейер — еврей. Джон вырос в городке Фэрфилд, где его близким другом был Джеймс Блэйк, будущая звезда большого тенниса.

## Карьера
В школе брал уроки игры на скрипке и кларнете. Когда Джону исполнилось тринадцать лет, отец взял для него гитару напрокат, и Мейер начал брать уроки у местного владельца музыкального магазина. Сосед подарил Джону кассету Стиви Рей Вона, с которой и началась его любовь к блюзу. Желание играть на гитаре возникло у него после просмотра фильма «Назад в будущее», «когда Майкл Дж. Фокс играл „Johnny Be Goode“. Я думаю — после этого я определился с игрой на гитаре».
Впоследствии Джон начал слушать The Police, Джими Хендрикса, но больше всего Стиви Рэй Вона, который стал его идолом и самым большим вдохновителем в игре на гитаре.
В 16 лет Джон начал выступать в клубах. В более старшем возрасте он стал участником группы «Villanova Junction», вместе с Тимом Прокачини, Джо Бэлезней и Ричем Уолфом, но не задержался в ней надолго.
В 19 лет Джон Мейер поступил в музыкальный колледж Berklee в Бостоне. Однако, под влиянием своего однокурсника Клэя Кука, год спустя Джон бросил учёбу и переехал вместе с Куком в город Атланту, штат Джорджия. Там они вдвоем создали группу «LoFi Masters» и выступали в местных клубах. Из-за разногласий в выборе музыкального стиля Мейер ушёл из группы и начал сольную карьеру.
Джон выпустил свой первый альбом, названный «Inside Wants Out», в 1999, а год спустя выходит его диск-прорыв, «Room for Squares», с хитом, имеющим сенсационный успех «No Such Thing» (текст которого создан на основе беседы с матерью).
В 2000 году Джон подписывает контракт с Columbia Records и в 2001 году выпускает вторую версию «Inside Wants Out» с бонус-треком «3x5».
В 2003 году Джон выиграл свою первую премию Грэмми «Лучший мужской поп-вокал», за «Your Body is a Wonderland». Он также выпустил свой первый концертный DVD в том году, «Any Given Thursday».
Летом 2004 года Джон участвовал в фестивале «Crossroads Guitar Festival» Эрика Клэптона, где он играл наряду с самыми великими гитаристами нашего времени. Он действительно стал одним из них.
Джон начинал играть преимущественно акустический рок, но потом перешёл к блюзу … Daughters, Wheel.
Гастролировал в Северной Америке, Азии и Европе в течение трех полных лет. В начале 2005 Джон выиграл уже две премии Грэмми, («Лучший мужской поп-вокал», и «Песня Года» за «Daughters»), которые вызвали слезы гордости на глазах его поклонников.
Сейчас Джон Мейер — один из наиболее уважаемых гитаристов нашего времени, как среди начинающих, так и среди заслуженных артистов.
В 2013 году выпустил альбом «Paradise Valley», высоко оцененный критиками.

## Прочая деятельность
С 1 июня 2004, в Esquire, Мейер начал вести личную программу, «Музыкальные Уроки с Джоном Мейером». В каждом номере новый урок, а также на личные и общественные темы, полные искрометного юмора. В журнале в августе 2005 он пригласил читателей создавать стихи для музыки, которую он написал. Победителем был Тим Фаган из Лос-Анджелеса. Джон Мейер так и не заплатил ему за это ни копейки.
Мейер — активный пользователь интернета, и вел в разное время четыре блога: страница MySpace, блог на его официальном сайте, другой в Honeyee.com, один в tumblr.com, так же как фотоблог в StunningNikon.com. Он — один из наиболее посещаемых людей на своем блоге в Twitter, 3 миллиона пользователей в январе 2010 .(13 сентября 2010 года блог прекратил своё существование. На момент закрытия число его читателей составило 3,7 млн человек). 1 февраля 2014 Кэти Перри, являющаяся на тот момент девушкой Мейера, сообщила, что он вернулся в Twitter.
Хотя его блоги чаще всего имеют дело со связанными с карьерой вопросами, они также содержат шутки, видео, фотографии. Он известен тем, что пишет в блог самостоятельно, а не через публициста.
В середине 2000-х комедийные шоу стали своеобразным хобби Мейера. Он появлялся в знаменитом Comedy Cellar в Нью-Йорке.

## Телевидение
В 2004 году Мейер принял участие в получасовой комедии, в телешоу VH1. Это сериал с различными выходками с концертов. 14 января 2009 американская CBS объявила, что они вели переговоры с Мейером для его участия в шоу-варьете. В интервью Rolling Stone 22 января 2010 Мейер это подтвердил.
Джон Мейер часто появляется на ток-шоу и других телевизионных программах. Его можно видеть в Chappelle’s Show comedy skit, Late Night with David Letterman и на заключительном эпизоде Late Night with Conan O’Brien.
Также Джон Мейер принял участие в эпизоде 1 сезона 7 криминального сериала «C.S.I.: Место преступления», где исполнил две композиции. В 2015 году снялся в эпизодической роли самого себя (камео) в фильме Этана Коэна- Крепись!

## Личная жизнь
Среди подружек Джона Мейера в разное время были Дженнифер Лав Хюитт, Джессика Симпсон, Минка Келли, Дженнифер Энистон, Тейлор Свифт. Несмотря на слухи, Мейер никогда не был в близких отношениях с Хайди Клум. С июня 2012 года начал встречаться с американской певицей Кэти Перри. За время отношений они расставались несколько раз. В июле 2015 года пара рассталась снова.
24 октября 2017 Джон сообщил через свой Twitter-аккаунт, что уже ровно год не употребляет алкоголь. В то же время до этого (28 июня 2017) в интервью журналу Rolling Stone он признался, что заменил употребление спиртного курением марихуаны.

## Альбомы
Студийные альбомы
- 2001 — Room for Squares
- 2003 — Heavier Things
- 2006 — Continuum
- 2009 — Battle Studies
- 2012 — Born and Raised
- 2013 — Paradise Valley
- 2017 — The Search for Everything
- 2021 — Sob Rock

## Grammy Awards
Мейер получил 7 премий Grammy, номинирован был 19 раз.
| Год  | Что номинировано                                   | Категория                                                                | Итог      |
| ---- | -------------------------------------------------- | ------------------------------------------------------------------------ | --------- |
| 2003 | John Mayer                                         | Best New Artist                                                          | Номинация |
| 2003 | «Your Body Is a Wonderland»                        | Best Male Pop Vocal Performance                                          | Победа    |
| 2005 | «Daughters»                                        | Song of the Year                                                         | Победа    |
| 2005 | «Daughters»                                        | Премия «Грэмми» за лучшее мужское вокальное поп-исполнение               | Победа    |
| 2007 | Continuum                                          | Album of the Year                                                        | Номинация |
| 2007 | Continuum                                          | Best Pop Vocal Album                                                     | Победа    |
| 2007 | Try!                                               | Best Rock Album                                                          | Номинация |
| 2007 | «Waiting on the World to Change»                   | Премия «Грэмми» за лучшее мужское вокальное поп-исполнение               | Победа    |
| 2007 | «Route 66»                                         | Best Male Rock Vocal Performance                                         | Номинация |
| 2008 | «Belief»                                           | Премия «Грэмми» за лучшее мужское вокальное поп-исполнение               | Номинация |
| 2009 | «Say»                                              | Премия «Грэмми» за лучшее мужское вокальное поп-исполнение               | Победа    |
| 2009 | «Say»                                              | Best Song Written for a Motion Picture, Television or Other Visual Media | Номинация |
| 2009 | «Gravity»                                          | Best Male Rock Vocal Performance                                         | Победа    |
| 2009 | «Lesson Learned»                                   | Best Pop Collaboration with Vocals                                       | Номинация |
| 2009 | Where the Light Is: John Mayer Live in Los Angeles | Best Long Form Music Video                                               | Номинация |
| 2011 | Battle Studies                                     | Best Pop Vocal Album                                                     | Номинация |
| 2011 | «Half of My Heart»                                 | Премия «Грэмми» за лучшее мужское вокальное поп-исполнение               | Номинация |
| 2011 | «Crossroads»                                       | Best Solo Rock Vocal Performance                                         | Номинация |
| 2013 | Channel Orange (featured artist)                   | Album of the Year                                                        | Номинация |

## Прочие награды и номинации
| Год  | Награда                                         | Номинация |
| ---- | ----------------------------------------------- | --- |
| 2002 | MTV Video Music Awards                          | - Best New Artist in a Video for «No Such Thing» — nominated |
| 2002 | Orville H. Gibson Guitar Awards                 | - Les Paul Horizon Award (Most Promising Up and Coming Guitarist) |
| 2002 | VH1 Big in 2002 Awards                          | - Can’t Get You Out of My Head Award for «No Such Thing» |
| 2002 | Pollstar Concert Industry Awards                | - Best New Artist Tour |
| 2003 | 20th Annual ASCAP Awards                        | - ASCAP Pop Award — «No Such Thing» (shared with Clay Cook) Awarded to songwriters and publishers of the most performed songs in the ASCAP repertory for the award period.                        |
| 2003 | 31st Annual American Music Awards               | - Favorite Male Artist — Pop or Rock 'n Roll Music |
| 2003 | 15th Annual Boston Music Awards                 | - Act of the Year - Male Vocalist of the Year - Song of the Year for «Your Body Is a Wonderland»                                                                                                  |
| 2003 | MTV Video Music Awards                          | - Best Male Video |
| 2003 | Radio Music Awards                              | - Modern Adult Contemporary Radio Artist of the Year - Best Hook-Up Song for «Your Body Is a Wonderland»                                                                                          |
| 2003 | Teen People Awards                              | - Choice Music — Male Artist - Choice Music — Album for Any Given Thursday |
| 2003 | Danish Music Awards                             | - Best New Artist |
| 2004 | BDS Certified Spin Awards March 2004 recipients | - Reached 100,000 spins for «Why Georgia» |
| 2005 | 33rd annual American Music Awards               | - Adult Contemporary: Favorite Artist |
| 2005 | World Music Awards                              | - World’s Best Selling Rock Act |
| 2005 | People’s Choice Awards                          | - Favorite Male Artist |
| 2007 | 35th Annual American Music Awards               | - Adult Contemporary Music — nominated |
| 2007 | 23rd Annual TEC Awards                          | - Tour Sound Production (for the Continuum Tour) - Record Production/Single or Track (for production on «Waiting on the World to Change» - Record Production/Album (from production on Continuum) |